# Lissochlora hoffmannsi
Lissochlora hoffmannsi là một loài bướm đêm trong họ Geometridae.